# Mikuláš de Tudeschis
Mikuláš de Tudeschis (Nicolaus de Tudeschis, také Panormitanus, Abbas modernus, Abbas novus nebo Abbas Siculus, 1386 Katánie – 24. února 1445 Palermo) byl italský teolog, kanonista a také arcibiskup arcidiecéze palermské.

## Život
Byl členem řádu svatého Benedikta a studoval kanonické právo na Boloňské univerzitě. V roce 1425 byl opatem kláštera Santa Maria di Maniace v údolí Demony na severovýchodě Sicílie. V roce 1435 se stal arcibiskupem arcidiecéze palermské.
Byl autorem komentáře k církevnímu právu, ale znám byl také pro svou roli na Basilejském koncilu, kde hájil konciliarismus proti vzdoropapeži Amadeovi VIII. Savojskému. Pak se ale přidal na jeho stranu a ten jej v roce 1440 jmenoval kardinálem (je tedy počítán mezi pseudokardinály).
Zemřel na mor.